# RazakSat
RazakSAT (MACSat) — малайзийский малый космический аппарат (КА) дистанционного зондирования Земли (ДЗЗ).
Разработан совместно южнокорейской компанией Satrec Initiative Со. Ltd. и малайзийской корпорацией Astronautic Technology Sdn Bhd (ATSB) по заказу Национального космического агентства Малайзии ANGKASA (Agensi Angkasa Negara).
Запущен 14 июля 2009 с испытательного полигона Рейгана (остров Омелек), расположенного на атолле Кваджелейн (Маршалловы острова) с помощью ракета-носителя Фалькон-1. Это был пятый запуск данной РН, первый и единственный спутник, успешно выведенный Фалькон-1. 

## Конструкция и характеристики
КА по форме представляет собой шестигранную призму с диаметром основания и высотой равным 1,20 м.
Корпус негерметичный, построен из сотопанелей.
Характеристики:
- Масса — 180 кг
- Диаметр основания — 1,2 м
- Высота — 1,2 м
- Стоимость запуска — 8 млн долл.
- Стоимость программы — 41 млн долл.

### Оборудование
Целевая нагрузка имеет массу 42 кг.
Её пиковая потребляемая мощность не более 55 Вт.
В качестве полезной нагрузки выступает оптико-электронная система, основу которой составляет камера средней апертуры MAC (Medium-sized Aperture Camera) с объ-ективом диаметром 300 мм. Два асферических зеркала и две корректирующие сферические линзы расположены на одной оси. В центральной плоскости имеется пять ПЗС-линеек: одна для получения монохромного изображения (510—730 нм) и четыре для мультиспектральной съемки в видимом и ближнем ИК-диапазоне (450—520, 520—600, 630—690 и 760—890 нм).
Оптическая система обеспечивает пространственное разрешение до 2,5 м в монохромном режиме и 5,0 м в мультиспектральном при ширине полосы 20 км и точности пространственной привязки снимков до 10 м.

### Бортовой комплекс управления
Система управления построена на двух компьютерах ERC-32, двух модулях запоминающего устройства емкостью 32 Гбит и одном модуле питания. Кроме того, в состав оборудования входят 90-канальная аналоговая и 120-канальная и цифровая телеметрические системы, магнитометр и GPS-приемник для синхронизации, временной и пространственной привязки данных

### Система электропитания
Система состоит из трех панелей солнечных батарей с фотоэлементами на арсениде галлия и трех никель-кадмиевых аккумуляторных батарей суммарной емкостью 18 А·ч. Ими обеспечивается мощность 330 Вт при среднем потреблении энергии всеми системами МКА менее 150 Вт.

### Система ориентации и стабилизации
Система ориентации и стабилизации — трехосная, электромеханическая, с четырьмя силовыми маховиками — обеспечивает точность наведения не хуже 0,21° (при отклонении от надира на угол до 45° вдоль и поперек трассы полета), стабильность не хуже 0,016°/с и точность определения текущей ориентации до 10". Имеется два звездных датчика и один солнечный.

### Радиосредства
Аппарат имеет антенны Х- и S-диапазонов.
Командно-телеметрическая информация передается по радиоканалу S-диапазона. Передача информации от целевой нагрузки со скоростью 30 Мбит/с выполняется по каналу Х-диапазона, обеспечивая за типовой 500-секундный сеанс передачу 11,5 Гбит данных с полосы 20 км × 200 км.